# Konkret (tidskrift)
För andra betydelser, se Konkret.

Logotyp för tidskriften Konkret

konkret är en tysk radikal tidskrift grundad 1957 av Klaus Rainer Röhl. Tidningen var ursprungligen finansierad av DDR men blev med en blandning av radikal journalistik och pornografi (konceptet var Röhls egen affärsidé) en försäljningssuccé.
En av tidskriftens mer kända skribenter var Ulrike Meinhof, som var gift med Röhl 1961-1968.